# イワナシ属
イワナシ属（イワナシぞく、学名：Epigaea 、和名漢字表記：岩梨属）は、ツツジ科に属する属の一つ。

## 特徴
常緑の小低木。花は総状花序につき、両性または単性で、1個の花に1個の苞と2個の小苞がある。萼片は5深裂し、裂片は狭卵形になり先端が鋭くとがる。花冠は筒形になり、花冠の先が5裂し裂片が広がる。雄蕊は10個、葯は楕円形になる。花柱は1個で線状になり、柱頭は小さい。果実は扁球状の蒴果で、胎座が多肉質になり、5室に分かれる。

## 分布
北半球の温帯に分布し、3種あり、日本にはイワナシ1種が知られている。

## 種

### 日本の種
- イワナシ Epigaea asiatiea Maxim. -日本固有種[3]。北海道西南部、本州の日本海側に分布する[1]。

### 国外の種
- Epigaea gaultherioides (Boiss. & Balansa) Takht. -コーカサス西部に分布[1]
- Epigaea repens L. -北アメリカに分布[1]

## ギャラリー
- イワナシ
Epigaea asiatica
- Epigaea gaultherioides
- Epigaea repens